# Leskea sciuroides
Leskea sciuroides là một loài Rêu trong họ Leskeaceae. Loài này được Hook. mô tả khoa học đầu tiên năm 1819.